# سنگ‌چشم
سنگ‌چشم، آلاگزنه یا مرغ قصاب پرندگانی هستند با طرح مشخص پر و بال، منقار قلاب‌مانند، پاهای قوی و چنگال‌های تیز که رفتارشان شبیهِ پرندگان شکارگر است.
اغلب روی جاهای بلند با قامتی راست در انتظار شکار می‌نشینند و طعمۀ خود را روی بوته‌های خار میخکوب و آویزان می‌کنند. پروازی پُرتوان و موجی دارند. تک‌زی هستند، و نر و ماده آنها تقریباً همشکل است (جز در سنگ‌چشم پشت‌سرخ). 
روی بوته یا درخت لانه می‌سازند و از حشرات، خزندگان، پرندگان و پستاندارانِ کوچک تغذیه می‌کنند.

## گونه‌ها
نام برخی از گونه‌های سنگ‌چشم در زیر آورده شده است.
- سنگ‌چشم پشت‌سرخ (Lanius collurio)
- سنگ‌چشم دم‌سرخ (Lanius isabellinus)
- سنگ‌چشم تورانی (Lanius phoenicuroides)
- سنگ‌چشم سرحنایی (Lanius senator)
- سنگ‌چشم پیشانی‌سفید (Lanius nubicus)
- سنگ‌چشم پشت‌بلوطی (Lanius vittatus)
- سنگ‌چشم دمگاه حنایی (Lanius schach)
- سنگ‌چشم خاکستری کوچک (Lanius minor)
- سنگ‌چشم خاکستری بزرگ (Lanius excubitor)
- سنگ‌چشم خاکستری چینی (Lanius sphenocercus)
- سنگ‌چشم قهوه‌ای (Lanius cristatus)
- سنگ‌چشم برمه‌ای (Lanius collurioides)
- سنگ‌چشم سرگاوی (Lanius bucephalus)
- سنگ‌چشم آفریقایی جنوبی (Lanius collaris)
- سنگ‌چشم سومالی (Lanius somalicus)
- سنگ‌چشم تانزانیایی (Lanius marwitzi)
- سنگ‌چشم دم‌دراز آفریقایی (Lanius cabanisi)
- سنگ‌چشم پشت‌خاکستری آفریقایی (Lanius excubitoroides)
- سنگ‌چشم نوک‌زرد ("Corvinella corvina")

## پانویس

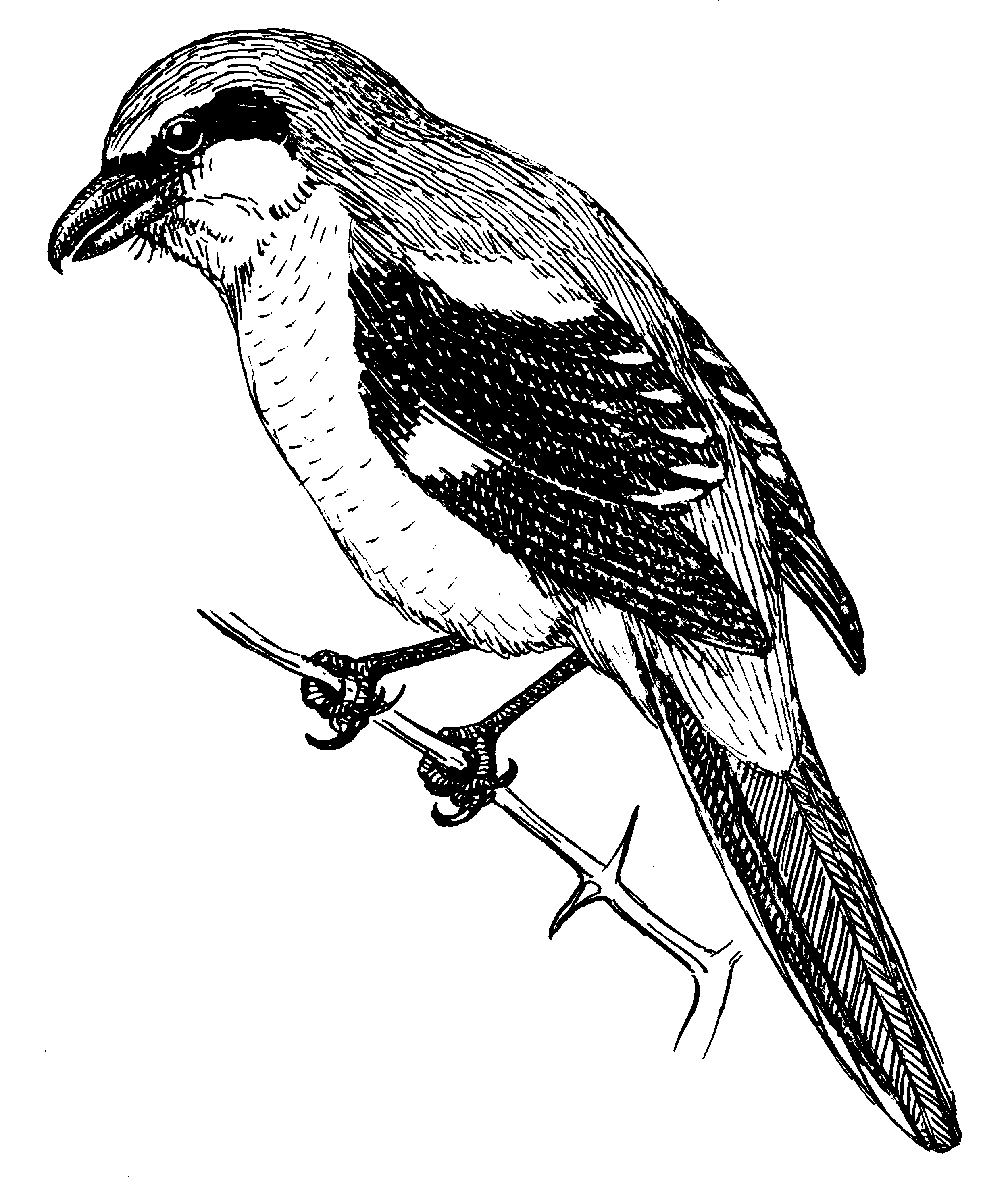
سنگ‌چشم